# Bert Foulds
Albert Foulds (8 tháng 8 năm 1919 – 7 tháng 4 năm 1993) là một cầu thủ bóng đá người Anh thi đấu ở vị trí tiền đạo tầm xa ở Football League cho Chester, Rochdale, Crystal Palace và Crewe Alexandra.